# Famille d'Adhémar (Rouergue)
 (décembre 2020).
Pour les articles homonymes, voir Familles d'Adhémar.
La famille d'Adhémar, anciennement d'Azémar, est une famille subsistante de la noblesse française, d'extraction chevaleresque, originaire du Rouergue. Sa filiation est suivie depuis 1313. Elle a formé plusieurs branches, dont seules les deux dernières, celles de Cransac et de Lantagnac, sont subsistantes.
Il existe une controverse sur son rattachement avec la maison d'Adhémar du Dauphiné. 

## Histoire
La famille d'Adhémar compte dans ses rangs de nombreux officiers, dont certains moururent au combat, des pages et des écuyers de la famille royale et des décorés de l'ordre de Saint-Louis et de la Légion d'honneur. 
Certains de ses membres furent reçus aux honneurs de la Cour au XVIIIe siècle,. 
Elle a été admise à l'association d'entraide de la noblesse française (ANF) en 1936.

### Controverses sur les origines et absence de preuves de rattachement avec la Maison dauphinoise d'Adhémar
Des généalogies, dont celle d'Henri Jougla de Morenas, dans le Grand Armorial de France, ou les travaux de Boisgelin, présentent les Adhémar du Rouergue comme étant issus de la dernière branche de la maison d'Adhémar du Dauphiné, éteinte au XVIe siècle, mais sans donner de preuves formelles.
Des auteurs considèrent comme fausses les prétentions de rattachement des Adhémar à la maison du Dauphiné. Gustave Chaix d'Est-Ange écrit dans son Dictionnaire des familles françaises anciennes ou notables au XIXème siècle  « (...) qu'après l'extinction de la branche de Grignan au XVIe siècle, la maison d'Adhémar n'était plus représentée que par deux branches en Languedoc et en Rouergue détachées il y a très longtemps et dont le rattachement n'a jamais été démontré de manière rigoureuse ». Il mentionne aussi Bernard Chérin qui écrit que le Languedoc s'était soulevé contre la prétention du vicomte d'Adhémar (de la famille des seigneurs de Panat, de Cransac et de Lantagnac) de se rattacher aux Adhémar du Dauphiné lors de son admission aux honneurs de la Cour, mais que pourtant les faits exposés dans le mémoire avaient bien été constatés. Il rapporte aussi que le baron de Coston, auteur de recherches sur la ville de Montélimar et des familles nobles qui y ont habité, a écrit qu'il considère comme faux plusieurs titres qui ont servi pour établir les premiers degrés de la famille d'Adhémar actuelle. Il ajoute enfin que la famille d'Adhémar (Rouergue) ne peut établir sa filiation de manière rigoureuse que depuis Adhémar, seigneur de Clansayes, en partie de Villelongue, en Rouergue, vivant en 1313.
La famille d'Adhémar a formé quatre branches principales :
- les Adhémar, seigneurs de La Garinie et de Montfalcon ;
- les Adhémar, seigneurs de Panat ;
- les Adhémar, seigneurs de Cransac ;
- les Adhémar, seigneurs de Lantagnac.

Seules les deux dernières branches sont subsistantes.

## Branche de La Garinie et de Montfalcon (éteinte)
- 01 Azémar, seigneur de Villelongue, épouse Fine de Ratier.
- 04 Galvan, seigneur de Villelongue, épouse Hélipide d'Adhémar, mort avant 1420.
- 05 Rigal, seigneur de Villelongue, épouse Cébélie de La Barrière, mort en 1473. Il eut plusieurs enfants dont Pierre dit L'ainé qui est à l'origine d'une courte branche des seigneurs de La Roque-Rocozel, et Pierre dit Le Jeune, qui est à l'origine des seigneurs de Cransac et de Lantagnac (cités plus loin).
- 06 Guillaume, seigneur de La Barrière et de La Garinie, épouse Souveraine de Salgues, mort en 1491.
- 07 Raymond, seigneur de La Garinie, épouse en 1° noces Claire de Peyrusse puis Hélix Séguy, mort en 1526.
- 08 Balthazar, seigneur de La Garinie, épouse Catherine Glandières, mort avant 1571.
- 09 Marc, seigneur de La Garinie, épouse Françoise de Narbonne, mort avant 1588.
- 10 Jean, seigneur de La Garinie, épouse Isabeau de La Garde, mort avant 1649. Il eut quatre enfants dont le second, René-Marc, est l'origine de la branche de Panat (cité plus loin).
- 11 Pierre, seigneur de La Garinie et de Montfalcon, capitaine d'infanterie puis lieutenant-colonel dans le régiment de Vaillac, gouverneur du roi pour la ville de Perpignan, maintenu dans sa noblesse en 1668. Il avait épousé Dorothée de Tubières, mort avant 1683. Il eut deux enfants dont la descendance du second fils, Balthazar, brigadier dans les gardes du roi et officier dans le régiment du duc de Noailles, fut admise aux honneurs de la Cour en 1765.
- 12 René, seigneur de La Garinie et de Montfalcon, épouse Jeanne de Séguy, mort avant 1719.
- 13 Pierre, seigneur de La Garinie, épouse Anne de Bonne, mort en 1744.
- 14 Louis, seigneur de La Garinie et de Montfalcon, garde du roi dans la compagnie de Noailles, chevalier de l'Ordre de Saint-Louis. Il épouse Lavaur de CharriIl et eut pour descendance une fille qui termine la branche de La Garinie.

## Branche de Panat (éteinte)
- 01 René Marc, seigneur de Panat, second fils de Jean d'Adhémar, seigneur de La Garinie, et d'Isabeau de La Garde. Lieutenant-colonel dans le régiment de Vaillac. il épouse Delphine de Fontanges, d'où trois enfants dont le dernier, Pierre, eut pour petit-fils François d'Adhémar, comte de La Serre, qui fut commandeur de l'Ordre de Saint-Louis et gouverneur de l'Hôtel royal des Invalides en 1753.
- 02 Pierre Jean, seigneur de Panat, épouse Marie de Senneterre, mort après 1713.
- 03 René Marc, seigneur de Panat, mousquetaire du roi et capitaine d'infanterie dans le régiment de Gondrin, épouse Claudine d'Albignac de Triadou.
- 04 Pierre Jean, seigneur de Panat, page du roi en sa grande écurie, lieutenant d'infanterie dans le régiment du Dauphin, épouse Marie-Jeanne-Félicité de Corn, d'où un fils mort sans postérité.
- 04 François-Louis d'Adhémar de Panat (1715-1792), frère de Pierre-Jean qui précède. Il fut page du roi en sa grande écurie, officier de cavalerie, commandeur de l'Ordre de Saint-Louis et député de la noblesse de Rouergue aux États généraux de 1789. Il épouse Louise Eugénie de Spada. Il meurt le 12 avril 1792, après avoir commandé une division de l'Armée des émigrés lors la Révolution française.
- 05 Charles Louis d'Adhémar de Panat, officier de dragons dans l'armée napoléonienne, épouse sa cousine Antoinette Sophie de Spada, d'où une fille, Sidonie Marie Caroline (1820-1893), qui épouse en 1° noces son cousin Edouard-Joseph d'Adhémar de Cransac, puis Édouard Froger de l'Eguille. Avec elle s'éteint la branche de Panat.

## Branche de Cransac (subsistante)
- 01 Pierre dit Le Jeune, coseigneur de Cransac, 5e fils de Rigal d'Adhémar, seigneur de Villelongue, et de Cébélie de La Barrière. Il épouse Marie de Bruyères et meurt avant 1531.
- 02 Gaspard, seigneur de Cransac, lieutenant du sénéchal de Rouergue ayant participé au siège de Barcelonette. Il épouse Louise-Valette de Toulousac et meurt avant 1538.
- 03 Guillot, seigneur de Cransac, épouse Antoinette d'Albade.
- 04 Charles, seigneur de Cransac, épouse Jeanne du Bousquet et meurt avant 1638. Son 3e fils, Pierre, forma la branche de Lantagnac.
- 05 Jean, seigneur de Cransac, épouse Claude de Milanès, meurt avant 1670.
- 06 Joseph, seigneur de Cransac, capitaine de grenadiers au régiment du Languedoc, maintenu dans sa noblesse avec ses deux frères cadets en 1670. Il épouse Jacquette de Roquette et meurt en 1725. Il eut deux fils Charles et Joseph.

### Descendance de Charles d'Adhémar de Cransac
- Charles, seigneur de Cransac, capitaine de cavalerie, chevalier de l'Ordre de Saint-Louis, épouse Sabine de Mackau et meurt en 1764. Il eut trois fils : 
  - Antoine-Guillaume, officier au régiment Royal-Lorraine, lieutenant-colonel de cavalerie, meurt en 1766 sans postérité.
  - Jean-Baptiste Pierre, commandant d'un bataillon de volontaires, mort sans postérité.
  - Joseph-Charles-Emmanuel, épouse Jeanne-Rose Lynch, d'où descendance qui suit : 
    - Guillaume-Jean-Baptiste-Charles, officier dans l'armée du prince de Condé, meurt en Martinique sans postérité.
    - Jean-Baptiste-Emmanuel, chef d'escadron dans l'armée du prince de Condé, chevalier de l'Ordre de Saint-Louis, mort sans postérité.
    - Jean-Baptiste-Joseph, général de brigade, chevalier de l'Ordre de Saint-Louis, officier de la Légion d'honneur. Il épouse Philippine Vandermaesen et meurt en 1841, d'où descendance qui suit : 
      - Charles-Joseph-Guillaume, chevalier de l'Ordre de Charles III d'Espagne, meurt au combat à Cadix en 1827, sans postérité.
      - Jean-Ferdinand-Auguste, officier de cavalerie, chevalier de la Légion d'honneur, sans postérité.
      - Emmanuel, chef de bataillon, chevalier de la Légion d'honneur, épouse Sylvie Guilhem et meurt en 1880. Dont descendance.

### Descendance de Joseph d'Adhémar de Cransac
- Joseph, lieutenant de cavalerie au régiment de Luynes, épouse Jeanne de Bérot, mort en 1779.
  - Denis-Joseph-Marie, épouse Marie-Rose de Lozes, mort en 1825. Il eut sept enfants dont deux ayant une descendance : 
    - Simon-Joseph-Louis, épouse Jeanne Liotard et meurt en 1821. Il eut deux fils dont le second, Charles-Guillaume, eut une descendance fémimine.  
      - Edouard-Joseph-Simon, épouse sa cousine Sidonie-Marie-Caroline d'Adhémar de Panat, fille du dernier seigneur de Panat, mort en 1845. Il eut cinq enfants dont Gaston :
        - Gaston, épouse Joséphine-Marguerite Labrot, mort en 1906, il eut un fils :
          - Raoul-Louis-Charles

    - Guillaume-Marie, épouse Catherine de Ferrand, d'où descendance qui suit : 
      - Joseph-Marie-Guillaume, épouse Pauline Chastenet de Puységur, mort en 1854, d'où descendance qui suit :
        - Marie-Victor, épouse Sophie de Bancalis de Maurel d'Aragon. Il eut cinq enfants dont un avec descendance : 
          - Guillaume-Aymar, contre-amiral, membre de l'Académie des jeux floraux, commandeur de la Légion d'honneur, mort en 1945 et dont descendance encore subsistante.

## Branche de Lantagnac (subsistante)
- 01 Pierre, seigneur de Lantagnac, 3e fils de Charles d'Adhémar, seigneur de Cransac, et de Jeanne du Bousquet. Il fut capitaine d'infanterie, maintenu dans sa noblesse en 1670. Il épouse Anne de Rigaud de Vaudreuil et meurt en 1683. Il eut plusieurs enfants dont Jean (qui suit) et Antoine (cité plus bas).
- 02 Jean, seigneur de Lantagnac, capitaine au régiment des fusiliers du roi, épouse Françoise de Montredon, mort en 1723.
- 03 Hyacinthe, seigneur de Lantagnac, épouse Marie de Boisset, d'où un enfant, Jean-Honoré, qui meurt à l'âge de 24 ans. La seigneurie de Lantagnac revient alors à son frère cadet, Charles d'Adhémar.
- 04 Charles, seigneur de Lantagnac et de Pechpeyrou, mousquetaire du roi, épouse Marie-Anne de Cahusac, mort en 1768. Il eut onze enfants dont un avec descendance.
- 05 Antoine-Joseph, seigneur de Lantagnac, lieutenant au régiment d'infanterie de Rohan-Rochefort, épouse Marguerite de Verdun, mort vers 1815. Il eut huit enfants dont Jean-Victor, chevalier de l'Ordre de Saint-Louis et de la Légion d'honneur, qui eut une postérité éteinte à la fin du XIXe siècle.
- 02 Antoine, seigneur de Lantagnac, frère de Jean (vu plus haut), capitaine au régiment de Languedoc-infanterie, gouverneur de Menton pour le prince de Monaco, commandant militaire pour le roi de France des troupes dans cette même ville. Il épouse Jeanne-Antoinette de Truchy et meurt en 1744. Il eut quatre enfants dont Gaspard-Balthazar d'Adhémar, qui fut gouverneur de Montréal et chevalier de l'Ordre de Saint-Louis.
- 03 Louis-Antoine, seigneur de Lantagnac, gouverneur de Menton, capitaine au régiment du prince de Monaco, épouse Françoise de Voisines, mort en 1759. Il eut cinq enfants parmi lesquels Pierre-Antoine, chevalier de l'Ordre de Saint-Louis, capitaine au régiment de Cambrésis qui passa dans la colonie de Saint-Domingue où il fut maintenu dans sa noblesse.
- 04 Pierre-Alexandre, seigneur de Lantagnac, gouverneur de Menton, capitaine au régiment du prince de Monaco puis au régiment de Belsunce, chevalier de l'Ordre de Saint-Louis. Il fut aussi gouverneur du duc de Valentinois et adjoint au gouverneur général de Monaco. Il épouse Marie-Rose-Madeleine de Daniel et meurt entre 1781 et 1785. Il eut quatre fils dont deux, Antoine-Pierre-Louis et François-Antoine, avec descendance.
- 05 Maurice, seigneur de Lantagnac, page du roi Louis XVI, sous-lieutenant au régiment de Flandre. Emigre lors de la Révolution française puis devient colonel et maréchal de camp sous la Restauration, chevalier de l'Ordre de Saint-Louis, de la Légion d'honneur et de l'Ordre de Saint-Ferdinand d'Espagne. Il avait épousé Thérèse Hécart, sans postérité.

### Descendance d'Antoine-Pierre-Louis d'Adhémar de Lantagnac
- Antoine-Pierre-Louis d'Adhémar de Lantagnac, second fils de Pierre-Alexandre d'Adhémar, seigneur de Lantagnac, et de Marie-Rose de Daniel, épouse Angeline de Mautort, mort en 1879. Il eut deux fils dont l'un avec descendance :
  - Fernand-Charles d'Adhémar de Lantagnac, épouse Annina Banchéro, d'où sept enfants dont un avec descendance :
    - Aymar-Léandre-Victor-Hugo d'Adhémar de Lantagnac, épouse Marguerite d'Alberti, mort en 1957. 
      - Georges d'Adhémar de Lantagnac, épouse en 1° noces Madeleine Fornari puis Geneviève Le Masne de Chermont, mort en 1988. Descendance encore représentée.

### Descendance de François-Antoine d'Adhémar de Lantagnac
- François-Antoine Adhémar de Lantagnac, 4e fils de Pierre-Alexandre d'Adhémar, seigneur de Lantagnac, et de Marie-Rose de Daniel. Il fut officier de cavalerie, capitaine dans la compagnie des Bouches-du-Rhône puis dans la compagnie des Pyrénées-Orientales, chevalier de l'Ordre de Saint-Louis. Il épouse Thérèse-Charlotte Delcros de Rodor et meurt en 1857. 
  - Alexandre-Joseph-Maurice d'Adhémar de Lantagnac, officier d'infanterie, épouse Rebecca Mac Duff, mort au cours d'un naufrage aux Antilles en 1843. Il eut deux enfants :  
    - Abdomar-Alexandre-Maurice d'Adhémar de Lantagnac, lieutenant de vaisseau, chevalier de la Légion d'honneur, épouse Marie-Madeleine Mariani (fille du baron Mariani), mort en 1878. Il eut deux filles : 
      - Anne-Marie-Caroline-Thérèse, née en 1872, épouse Henri-Joseph Girot de Langlade, baron de Langlade[5].
      - Marie-Josèphe-Blanche, née en 1874, épouse en 1° noces le baron Hainguerlot, puis Henri Piscatory de Vauffreland.

    - Marie-Blanche, épouse Henri Percheron de Monchy.

## Personnalités
- François-Louis d'Adhémar de Panat (1715-1792), officier de cavalerie, commandeur de l'ordre de Saint-Louis, député de la noblesse du Rouergue aux États généraux de 1789. Il commande une division de l'armée des émigrés lors la Révolution française.

## Terres
- Villelongue, Firmy, la Roque-Rocozel, la Garinie, la Barrière, Montfalcon, Saint-Cirq, Panat, Cransac, Lantagnac, Pechpeyrou.[réf. nécessaire]

## Châteaux et demeures
- le château de La Garinie ;
- le château d'Escabes ;
- le château de Villelongue ;
- le château de Panat ;
- l'hôtel d'Adhémar de Panat à Rodez ;
- l'hôtel Adhémar de Cransac à Avignon ;
- l'hôtel Adhémar de Lantagnac à Menton ;
- le château Ravy à Lavalette ;
- Le château de la Bancalié dans le Tarn.

## Alliances
La famille d'Adhémar s'est alliée aux familles,, : de Lautrec, de Narbonne, Hébrard de Saint-Sulpice, de Dufort, de La Garde-Saignes (1603), du Bousquet, de Tubières de Caylus (1642), de Rigaud de Vaudreuil (1647), de Fontanges (1648), de Bouthilier-Chavigny, d'Albignac de Triadou (1713), de Mackau (1715), de Bonne (1719), de Verdun, de Truchy, de Voisines (1729), de Cambis (1735), Froget de l'Eguille, Mac Duff, de Chastenet de Puységur (1833), de Bancalis de Maurel d'Aragon (1861), Mariani, de Barbotan (1875), Girot de Langlade (1893), Hainguerlot, Piscatory de Vauffreland, de Bonnault (1899), de Kermel, Percheron de Monchy, Le Masne de Chermont.

## Armoiries

### Blason
La famille rouergatte d'Adhémar porte « parti : au I d’azur semé de fleurs de lis d’or ; au II de gueules à la demi-croix de Toulouse, mouvant du parti ; sur le tout d’or à trois bandes d’azur », rappelant les blasons de France, de Languedoc, et de la famille dauphinoise d'Adhémar (bien que leur parenté ne soit que supposée).

## Pour approfondir